# Siganus trispilos
Siganus trispilos är en fiskart som beskrevs av Dennis Wayne Woodland och Allen, 1977. Siganus trispilos ingår i släktet Siganus och familjen Siganidae. Inga underarter finns listade i Catalogue of Life.